# Christoph Simon von Thun

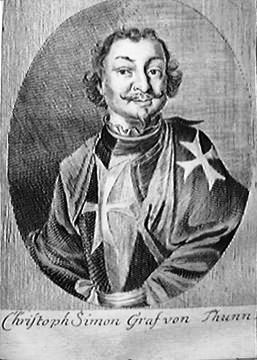
Christoph Simon von Thun

Christoph Simon von Thun (ab 1604 Freiherr, ab 1629 Graf; * 12. September 1582; † 27. März 1635) war Prior des Johanniter- beziehungsweise Malteserordens in Ungarn und Obersthofmeister von Ferdinand III.

## Biografie
Er stammte aus dem Tiroler Adelsgeschlecht Thun und war der jüngste Sohn von Sigmund Thun zu Castel Brughier und der Anna Christine (geb. von Fürstenstein). Er studierte in Italien. Er war 1599 in Siena und 1602 in der juristischen Fakultät von Padua eingeschrieben.
Er diente in Truppen des Hauses Habsburg während verschiedener Kriegszüge, wie etwa im langen Türkenkrieg. Er wurde 1604 in den Freiherrenstand erhoben. Im Jahr 1615 wurde er in das böhmische Priorat des Malteserordens aufgenommen. Im Jahr 1629 wurde er in den Reichsgrafenstand erhoben. Er hatte den späteren Kaiser Ferdinand III. im Waffenhandwerk und zeitgenössischen Militärwesen unterrichtet. Er blieb auch danach ein enger Vertrauter des Kaisers. Er war geheimer kaiserlicher Rat, Obersthofmeister Ferdinands III., Großprior des Malteserordens in Ungarn sowie Komtur in Kleinöls, Eger und Losen.
Insbesondere durch ihn verlagerte sich der Schwerpunkt der Familie nach Böhmen. Nach der Niederschlagung des böhmischen Aufstandes hat er zahlreiche von den Anhängern der Bewegung konfiszierte Güter und Besitzungen erworben. Nach dem Erlass der Religionsedikte und der Abwanderung des protestantischen Adels kamen weitere Güter hinzu. Zu den Besitzungen gehörten unter anderem die Herrschaften Tetschen (Děčín) und Blankenheim, das Schloss Klášterec nad Ohří in Klösterle an der Eger sowie zahlreiche weitere Güter. Dadurch stieg seine Familie zu den bedeutendsten Grundbesitzern im Egertal auf. Im Jahr 1628 erwarb er für 60.000 Gulden auch die recht umfangreiche Grafschaft Hohenstein, die einst reichsunmittelbar gewesen, dann aber unter kursächsische Hoheit gekommen war. Seither nennt sich die Linie des Geschlechts auch Thun-Hohenstein. Der Besitz Hohenstein selbst ging im Verlauf des Dreißigjährigen Krieges wieder verloren. Um als Ordensmitglied seine Besitzungen seinen Brüdern vererben zu können, hatte er vom Papst Urban VIII. einen Dispens erwirkt. Einen Teil seiner Besitzungen hat er schon zu Lebzeiten an seinen Bruder Johann Cyprian abgetreten.
Nach der Schlacht bei Nördlingen musste er sich einer Operation unterziehen und litt an den Folgen. Daraufhin beabsichtigte er, in den Jesuitenorden einzutreten. Ehe er diese Absicht gegen den ausdrücklichen Wunsch des Kaisers umsetzen konnte, starb er. Er wurde im Professhaus der Jesuiten in Wien beigesetzt. Er blieb kinderlos.